# Liste von Affenbrunnen
In dieser Liste sind Affenbrunnen aufgeführt, also Brunnen im öffentlichen Raum, die Affen zum Thema haben.

## Affenbrunnen

### Deutschland
| Bezeichnung                        | Bild           | Standort                                 | Künstler           | Errichtung Einweihung | Weitere Informationen |
| ---------------------------------- | -------------- | ---------------------------------------- | ------------------ | --------------------- | --- |
| Weinbrunnen                        | weitere Bilder | Bad Bergzabern (Lage)                    | Gernot Rumpf       |                       | Lamm, Affe, Löwe und Schwein symbolisieren die vier Zustände des Weingenusses                                                 |
| Affen-Brunnen in Frankfurt am Main |                | Frankfurt am Main (Lage)                 | Georg Krämer       | 1958                  | siehe auch Liste von Brunnen in Frankfurt am Main#Affenbrunnen und Liste der Kulturdenkmäler in Frankfurt-Sachsenhausen (A–K) |
| Affenbrunnen (Freiburg)            | weitere Bilder | Freiburg im Breisgau, Gauchstraße (Lage) | Friedrich Meinecke |                       | |

### Weitere
| Bezeichnung               | Bild           | Standort                             | Staat      | Künstler      | Errichtung Einweihung                                                | Weitere Informationen                                         |
| ------------------------- | -------------- | ------------------------------------ | ---------- | ------------- | -------------------------------------------------------------------- | ------------------------------------------------------------- |
| Affenbrunnen in Basel     | weitere Bilder | Basel, Andreasplatz (Lage)           | Schweiz    |               |                                                                      | siehe auch Liste der Kulturgüter in Basel/Altstadt Grossbasel |
| Affenbrunnen in Staufen   |                | Staufen AG, (Kanton Aargau, Schweiz) | Schweiz    |               |                                                                      | siehe Liste der Kulturgüter in Staufen und                    |
| Affenbrunnen in Wettingen |                | Wettingen, (Kanton Aargau, Schweiz)  | Schweiz    |               |                                                                      | siehe und – im Abschnitt "Sehenswertes in Staufen"            |
| Affenbrunnen in Wien      | weitere Bilder | Wien (Lage)                          | Österreich | Hubert Wilfan | siehe auch Liste der Kunstwerke im öffentlichen Raum in Wien/Döbling |                                                               |